# Palaiargia melidora
Palaiargia melidora är en trollsländeart som beskrevs av Maurits Anne Lieftinck 1953. Palaiargia melidora ingår i släktet Palaiargia och familjen dammflicksländor. Inga underarter finns listade i Catalogue of Life.